# RGS9
Regulator G proteinske signalizacije 9, je ljudski gen. On kodira protein koji učestvuje u regulaciji prenosa signal unutar ćelija. Članovi RGS familije, kao što je RGS9, su signalni proteini koji sprečavaju aktivnost G proteina promovisanjem njihove deaktivacije.
Postoje dve splajsne izoforme RGS9 proteina sa veoma različitim osobinama i obrascem izražavanja. RGS9-1 je uglavnom nađen u oku i učestvuje u regulaciji fototransdukcije u fotoreceptorskim ćelijama mrežnjače, dok je RGS9-2 nađen u mozgu, i reguliše dopaminsku i opioidnu signalizaciju bazalnih ganglija. Iz toga proizilazi da lekovi čiji biološki cilj je RGS9 moraju da budu selektivni za specifičnu izoformu.
RGS9-2 is je od posebnog interesa kao najvažniji RGS protein u terminaciji signalizacije mi opioidnog receptora (mada RGS4 i RGS17 takođe učestvuju), i smatra se da je značajan u razvoju tolerancije za opioidne lekove. RGS9-deficitarni miševi ispoljavaju određene motorne i kognitivne poteškoće, tako da je verovatno da će inhibicija ovog proteina protein izazvati slične efekte.

## Literatura
- Bonaldo MF, Lennon G, Soares MB (1997). „Normalization and subtraction: two approaches to facilitate gene discovery.”. Genome Res. 6 (9): 791—806. PMID 8889548. doi:10.1101/gr.6.9.791.
- Cowan CW; Fariss RN; Sokal I;  . (1998). „High expression levels in cones of RGS9, the predominant GTPase accelerating protein of rods.”. Proc. Natl. Acad. Sci. U.S.A. 95 (9): 5351—6. PMC 20264 . PMID 9560279. doi:10.1073/pnas.95.9.5351.
- Granneman JG; Zhai Y; Zhu Z;  . (1998). „Molecular characterization of human and rat RGS 9L, a novel splice variant enriched in dopamine target regions, and chromosomal localization of the RGS 9 gene.”. Mol. Pharmacol. 54 (4): 687—94. PMID 9765512.
- Zhang K; Howes KA; He W;  . (2000). „Structure, alternative splicing, and expression of the human RGS9 gene.”. Gene. 240 (1): 23—34. PMID 10564809. doi:10.1016/S0378-1119(99)00393-5.
- Yu H, Bondarenko VA, Yamazaki A (2001). „Inhibition of retinal guanylyl cyclase by the RGS9-1 N-terminus.”. Biochem. Biophys. Res. Commun. 286 (1): 12—9. PMID 11485301. doi:10.1006/bbrc.2001.5346.
- Hu G, Wensel TG (2002). „R9AP, a membrane anchor for the photoreceptor GTPase accelerating protein, RGS9-1.”. Proc. Natl. Acad. Sci. U.S.A. 99 (15): 9755—60. PMC 125004 . PMID 12119397. doi:10.1073/pnas.152094799.
- Strausberg RL; Feingold EA; Grouse LH;  . (2003). „Generation and initial analysis of more than 15,000 full-length human and mouse cDNA sequences.”. Proc. Natl. Acad. Sci. U.S.A. 99 (26): 16899—903. PMC 139241 . PMID 12477932. doi:10.1073/pnas.242603899.
- Martemyanov KA; Lishko PV; Calero N;  . (2003). „The DEP domain determines subcellular targeting of the GTPase activating protein RGS9 in vivo.”. J. Neurosci. 23 (32): 10175—81. PMID 14614075.
- Nishiguchi KM; Sandberg MA; Kooijman AC;  . (2004). „Defects in RGS9 or its anchor protein R9AP in patients with slow photoreceptor deactivation.”. Nature. 427 (6969): 75—8. PMID 14702087. doi:10.1038/nature02170.
- Ajit SK, Young KH (2004). „Enhancement of pheromone response by RGS9 and Gbeta5 in yeast.”. Biochem. Biophys. Res. Commun. 324 (2): 686—91. PMID 15474482. doi:10.1016/j.bbrc.2004.09.100.
- Cheng JY; Luu CD; Yong VH;  . (2007). „Bradyopsia in an Asian man.”. Arch. Ophthalmol. 125 (8): 1138—40. PMID 17698770. doi:10.1001/archopht.125.8.1138.